# El mito del votante racional
El Mito del Votante Racional: Por qué las Democracias Escogen Malas Políticas es un libro publicado originalmente en inglés en 2007 por Bryan Caplan y en español en 2015 (Editorial Innisfree) en el que desafía la noción de que los votantes son personas razonables en los cuales la sociedad puede confiar para crear leyes. Más bien, Caplan sostiene que los votantes son irracionales en la esfera política y tienen ideas sistemáticamente sesgadas acerca de la economía. 

## Visión general
A lo largo del libro, Caplan se enfoca en las opiniones de los votantes de la economía, dado que muchas decisiones políticas son acerca de problemas económicos (inmigración, comercio, bienestar, crecimiento económico, etcétera). Usando datos de la Encuesta de Americanos y Economistas en la Economía, Caplan categoriza las raíces de los errores económicos públicos en cuatro sesgos: crea-trabajo, anti-extranjero, pesimista, y anti-mercado.

### Sesgo de crear trabajo
Caplan se refiere al sesgo de crear trabajo como “la tendencia a subestimar los beneficios económicos de conservar el trabajo.” Caplan reclama que existe una tendencia a igualar el crecimiento económico con la creación de empleo. No obstante, esto no es necesariamente cierto, dado que el verdadero crecimiento económico es un producto de aumentos de la productividad del trabajo. La descolocación y el desempleo pueden ser causados por aumentos en la productividad haciendo que ciertos trabajos dejen de ser necesarios. En igualdad de condiciones, la racionalidad económica requeriría que estas personas usaran sus talentos en otra parte. Caplan hace especial énfasis en el alejamiento de la agricultura que lleva sucediendo los 200 últimos años —de casi un 95% de Americanos agricultores en 1800 a solo el 3% en 1999— como ejemplo ilustrativo. Mientras una economía se industrializa, los aumentos de la productividad del trabajo en la agricultura implican que es necesario menor trabajo para producir una cantidad determinada de bienes de agricultura, liberando el trabajo (un recurso escaso) para que se emplee en la producción de bienes y servicios manufacturados (sector secundario)

### Sesgo anti-extranjero
Caplan habla del sesgo anti-extranjero como “la tendencia de subestimar los beneficios económicos de la interacción con extranjeros.” Las personas ven sistemáticamente a su país de origen como si estuviera compitiendo con otras naciones y son aversos a establecer el libre comercio con ellos. Los extranjeros son vistos como el "enemigo" incluso si ambos gobiernos están en una paz perdurable. Los principios de la ventaja comparativa permiten que dos países se beneficien en una gran proporción del comercio. El grado de beneficio raramente es igual, pero siempre es positivo para ambas partes.  Caplan señala cómo el sesgo anti-extranjero puede estar arraigado a actitudes pseudo-racistas: para los americanos, comerciar con Japón y México es más controvesial que comerciar con Canadá e Inglaterra, de los cuales los últimos hablan el mismo idioma y son blancos como los americanos.

### Sesgo pesimista
Caplan hace referencia al sesgo pesimista como “la tendencia a sobreestimar la severidad de los problemas económicos y subestimar el pasado, presente y futuro (reciente) del desempeño de la economía.” El público generalmente percibe que las condiciones económicas siempre están decayendo. Caplan alega que hay poca o ninguna evidencia para respaldar tales percepciones.  Entre los desfiadores que Caplan cita está Julian Lincoln Simon y su libro, The Ultimate Resource, que argumento que la sociedad continúa progresando a pesar de la degradación ambiental y un uso creciente de recursos naturales.

### Sesgo anti-mercado
Caplan cita el sesgo anti-mercado como “la tendencia a subestimar los beneficios del mecanismo del mercado.” Desde su punto de vista, el pueblo tiende a verse como víctimas del mercado, más que participantes de él. Las corporaciones, incluso los oferentes de baja escala, son vistos como monopolistas codiciosos que abusan del consumidor. Caplan argumenta que todas las transacciones son calles de dos caminos. Engañar o abusar de las personas es malo para las empresas y la existencia de múltiples oferentes ofreciendo productos similares demuestra que hay competencia, no poder de monopolio.

## Encuesta de americanos y Economistas en la Economía
El autor presta especial atención la Encuesta de Americanos y Economistas en la Economía (EAEE) de 1996, creada por el Washington Post, la Kaiser Family Foundation, y la Universidad de Harvard. El EAEE preguntó a 1,510 miembros aleatorios del público americano y a 250 personas con un PhD en economía las mismas preguntas acerca de la economía. En adición a las 37 preguntas de asuntos, el EAEE también indagó acerca de los ingresos de los participantes, crecimiento de éstos, educación y otra información demográfica.
Las respuestas a las cuestiones suelen ser diferentes: el público normalmente culpa a la tecnología, la subcontratación, los altos beneficios de las empresas, y el downsizing como razones de por qué el crecimiento no es tan alto como debería. Los economistas, por otra parte, apenas prestaron atención a tales argumentos. 74% del público culpó a las avariciosas compañías de petróleo por precios altos, mientras que solo el 11% de los economistas lo hicieron.  El público tiende a creer que los salarios reales están decreciendo, mientras que los economistas suelen adoptar la postura opuesta.
Caplan observa que el abismo entre los economistas y el público general puede estar por parte de un sesgo de los expertos. Un sesgo de autoservicio (los economistas son ricos y por ello creerán aquello que les beneficia) o sesgo ideológico (los economistas son un puñado de ideólogos de derecha) son dos desafíos que el autor señala. Caplan escribe: "Tanto el sesgo de autoservicio como el ideológico son, en principio, empíricamente comprobables. ¿Son las visiones de los economistas producto de su riqueza? Entonces los economistas ricos y no-economistas ricos deberían estar de acuerdo. ¿Los economistas están cegados por una ideología conservadora? Entonces los economistas conservadores y no-economistas conservadores deberían estar de acuerdo" Consecuentemente, si el sesgo de autoservicio es inevitable, sesgaría igualmente las percepciones de los no ricos, haciendo que crean en el argumento normativo de que el gobierno debería reducir la desigualdad de riqueza y los argumentos positivos de que las desigualdades de resultados son severas y son perpetradas por estructuras de poder corporativas y gubernamentales.
Usando los datos de la EAEE (que incluyen medidas de ideología, ingresos, seguridad laboral, y otras), Caplan simula lo que la gente creería si tuvieran las mismas circunstancias como economistas—una técnica utilizada a menudo en la ciencia política denominada “preferencias iluminadas”. Si los sesgos ideológicos y de autoservicio son verdaderos, la mayor parte de la diferencia entre el "público iluminado” y los economistas debería desaparecer. Si, a pesar de todo, el público iluminado no está muy cercano a los economistas, entonces algo tiene que estar pasando, dado que tales explicaciones han sido neutralizadas. Caplan cree que algo tiene que ver con los sesgos que enumeró previamente. Los datos parecen favorecer el argumento de Caplan, con la mayoría (pero no todo) del público iluminado más cercano a los economistas que al público ordinario.

## Irracionalidad racional
En la economía neoclásica estándar, se asume que las personas son racionales; la noción de sesgo sistemático se considera como una suposición descuidada. En muchos sentidos, Caplan está de acuerdo con lo siguiente: la mayoría de las personas son racionales a la hora de escoger un trabajo, comprar leche, contratar empleados, y eligiendo una estrategia de negocios. Pueden estar equivocados, por supuesto, pero un sesgo sistemático raramente ocurriría (a diferencia de lo que dice la economía conductual)
Pero el autor argumento que la gente sólo es racional porque sería costoso estar equivocado. Un racista contrataría a una persona negra altamente cualificada porque las alternativas serían costosas para la compañía. Un proteccionista seguiría subcontratando porque tiene que conseguir muchas ventajas sobre sus competidores para seguir estando en el negocio. Alguien que piensa que una tienda de descuentos está embrujada cuestionaría sus conclusiones si su presupuesto fuera pequeño.
A veces, sin embargo, es poco costoso para las personas aferrarse a sus creencias preconcebidas, y a la gente le gusta tener tales creencias. La Racionalidad irracional simplemente establece que cuando es poco costoso creer algo (incluso cuando es incorrecto) es racional creerlo. Se niega a rechazar la lógica propia y a preguntarse seriamente si lo que se cree es cierto. Para cierta gente, pensar es doloroso y lo evitará si puede. Esto aparece normalmente en la política. Caplan argumenta que, "Dado que las creencias políticas ilusorias o delirantes son gratuitas, el votante las consumirá hasta que llegue a su "punto de saciedad", creyendo aquello que le haga sentir mejor. Cuando una persona realiza su votación, no tiene que renunciar a la eficacia práctica por su autoimagen, dado que no tiene eficacia práctica renunciar desde el primer momento."

### Relación con la teoría de la elección pública
El libro es notable en el uso de la irracionalidad, una asunción rara en economía. Aun así, el trabajo es un desafío a la teoría convencional de la elección pública, donde los votantes son vistos como racionalmente ignorantes. La elección pública convencional o bien enfatiza la eficiencia de la democracia (como en el caso de Donald Wittman) o, más comúnmente, el fallo democrático debido a las interacciones entre políticos egoístas y burócratas, bien organizados, intereses específicos buscadores de rentas y un público general en gran parte indiferente (como en el trabajo de Gordon Tullock, James M. Buchanan, y muchos otros).
Caplan, aun así, enfatiza que el fracaso democrático existe y coloca la culpa en el público general. Hace énfasis especial en que los políticos son a menudo cogidos entre una roca y un sitio duro: gracias a los asesores,  saben qué políticas serían generalmente beneficiosas, pero también saben que tales políticas no son las que las personas quieren. Por ello están equilibrando políticas económicas buenas (de tal forma que no pierden votaciones por un crecimiento lento) y malas (de tal forma que no pierden votos debido a políticas impopulares).

## Recepción

### Prensa popular
El libro fue revisado en la prensa popular, incluidos el Wall Street Journal, el New York Times, y el New Yorker. También fue mencionado brevemente por el Time Magazine.

### Prensa académica
El libro recibió una revisión mixta del economista austriaco libertario Walter Block en la Revista de Estudios Libertarios. Block fue muy crítico con los intentos de Caplan de pintar la economía austriaca como una forma de extremismo de libre mercado irracional. También criticó a Caplan por no referenciar el libro de Hans-Hermann Hoppe Monarquía, democracia y orden natural, que tuvo un tema similar. La revisión de Block fue también publicada en Lewrockwell.com y Psychology Today. Caplan respondió a la revisión de Block, escribiendo: "En general, diriía que Block, como casi todos los otros revisores, ha resumido justamente mis visiones. De hecho, si se pone más peso en la creación de ideas originales, importantes y verdaderas que en la pureza doctrinal, entonces Block ha escrito una revisión favorable."
El libro recibió una revisión mixta-positiva de Loren Lomasky en Elección pública, coinventor de la teoría de la "votación expresiva", que fue competidora cercana de la teoría de la irracionalidad racional. Stuart Farrand escribió una crítica del libro de Caplan Papeles Libertarios. Gen Callahan revisó el libro para La Revisión Independiente. Prema Popat de la NorthEastern University y Benjamin Powell de la Universidad de Suffolk escribieron conjuntamente una revisión del libro para Perspectivas Nuevas en Economía Política.
Con anterioridad a publicación del libro, Caplan había adelantado la tesis principal como ensayo principal en la publicación de noviembre de 2006 de Cato Unbound. Otros participantes en el debate, que criticaron varios aspectos de la tesis de Caplan, incluyeron a David Estlund, Loren Lomasky, y Jeffrey Friedman.

## Libros relacionados

### Libros antes publicados
- Monarquía, Democracia y Orden Natural de Hans-Hermann Hoppe, es un libro del 2001 que examina el presunto fallo de los sistemas democráticos a favor de un "gobierno de propiedad privada" (tal como la monarquíco o el anarcocapitalista), por encima de los "gobiernos de control público" (las democracias modernas). Caplan no hace referencia al trabajo de Hoppe en El Mito del Votante Racional, una omisión por la que fue criticado por Walter Block en su revisión del libro. Block escribió (p. 14):[23]

"Como tal, es una flagrante omisión por parte de Caplan que ni mencione, aunque sea de paso, un libro previo que cae perfectamente en esta categoría. Me refiero a Hoppe (2001). ¿Por qué no citaría Caplan este libro en su bibliografía que se extiende a lo largo de 30 páginas (237–266)? Aunque esto pueda ser especulativo, una razón puede ser que Hoppe es un economista austriaco líder, y Caplan (1996) ha derivado en lo que puede ser una antipatía cuasi-religiosa hacia esta escuela de pensamiento."
- Democracia y Decisión de Geoffrey Brennan y Loren Lomasky, donde los autores describen su tesis de la "votación expresiva" a detalle. La teoría de Caplan es competidora cercana de tal tesis y en muchos sentidos similar. Lomasky escribió una revisión del libro de Caplan.[24] Caplan incluyó Democracia y Decisión en su lista de lectura.[25]
- El Mito del Fallo Democrático de Donald Wittman, el libro del cual Caplan dijo que extrajo el ímpetu para escribir el suyo propio. Caplan incluyó el libro de Wittman en su lista de lectura, escribiendo que "Este es el libro que me despertó de mi visión dogmática de la elección pública - y (negativamente) inspiró todo mi trabajó en la irracionalidad del votante. Es un tesoro."[25] Caplan y Wittman participaron en un debate público poco después de que el libro se publicara.[26]

### Libros publicados más tarde
- La Ética de la Votación de Jason Brennan, un libro de 2011 que examina si las personas tienen una obligación moral a votar. Brennan argumenta que la gente no está moralmente obligada a votar, pero que si vota, está obligada a votar responsablemente. Afirma que las personas que no están seguras de que puedan votar bien deberían abstenerse. El capítulo final del libro de Brennan revisó la evidencia de si la gente está generalmente bien cualificada para tomar decisiones de voto responsables, y este capítulo citó El Mito del Votante Racional. Caplan revisó este libro, valorándolo favorablemente.[27]
- Democracia e Ignorancia Política: Por qué Gobiernos más Pequeño son Mejores de Ilya Somin, un libro de 2013 que afirma que hay ignorancia racional e irracionalidad racional extendida en el electorado, y argumenta que esto es base suficiente para un gobierno más pequeño. Somin se aleja de los teóricos tradicionales de la elección pública labrando un lugar importante para la irracionalidad racional, mientras que al mismo tiempo está en desacuerdo con la afirmación de Caplan de que la ignorancia racional no sería un problema.[28][29] Caplan escribió del libroque "lleva el concepto del votante irracional y del fallo de la democracia a nuevos niveles de excelencia. Desafortunadamente, es poco probable que su solución se adopte. El problema del tamaño del gobierno es demasiado partidista."[30]

## Sources
1. ↑  Bryan Caplan, The Myth of the Rational Voter: Why Democracies Choose Bad Policies, (Princeton University Press, 2007), p 40.
2. ↑  W. Michael Cox and Richard Alm, Myths of Rich and Poor, (New York: Basic Books, 1999), p 128. Cited in Bryan Caplan, The Myth of the Rational Voter, p 42.
3. ↑  Bryan Caplan, The Myth of the Rational Voter, p 36.
4. ↑  Bryan Caplan, The Myth of the Rational Voter, p 39.
5. ↑  Bryan Caplan, The Myth of the Rational Voter, p 44.
6. ↑  Bryan Caplan, The Myth of the Rational Voter, p 30.
7. ↑  Bryan Caplan, The Myth of the Rational Voter, p 87.
8. ↑  Bryan Caplan, The Myth of the Rational Voter, p 54.
9. ↑  Bryan Caplan, The Myth of the Rational Voter, p 132.
10. ↑  Casse, Daniel (10 de julio de 2007). «Casting a Ballot With A Certain Cast of Mind». Wall Street Journal. Consultado el 29 de septiembre de 2013.
11. ↑  Bass, Gary J. (27 de mayo de 2007). «Clueless». New York Times. Consultado el 29 de septiembre de 2013.
12. ↑  Menand, Louis (9 de julio de 2007). «Fractured Franchise Are the wrong people voting?». New Yorker. Consultado el 29 de septiembre de 2013.
13. ↑  Fox, Justin (26 de abril de 2007). «The Myth of the Rational Whatever». Time Magazine. Consultado el 29 de septiembre de 2013.
14. ↑  Block, Walter. «The Myth of The Rational Voter (book review)». Journal of Libertarian Studies, Vol. 22 (2011), Page 689-718. Consultado el 29 de septiembre de 2013.
15. ↑  Block, Walter (25 de agosto de 2007). «The Trouble With Democracy». LewRockwell.com. Consultado el 13 de octubre de 2013.
16. ↑  Block, Walter (25 de diciembre de 2011). «Review of "The Myth of the Rational Voter": What's missing from this Bryan Caplan's critique of democracy». Psychology Today. Consultado el 13 de octubre de 2013.
17. ↑  Caplan, Bryan (28 de agosto de 2007). «Walter Block Reviews The Myth of the Rational Voter». EconLog. Consultado el 13 de octubre de 2013.
18. 1 2  Farrand, Stuart (2010). «Critique of Caplan's The Myth of the Rational Voter». Libertarian Papers, Vol. 2, Article No. 28. Consultado el 29 de septiembre de 2013.
19. ↑  Callahan, Gene (Winter 2009). «The Myth of the Rational Voter: Why Democracies Choose Bad Policies (book review)». The Independent Review. Consultado el 29 de septiembre de 2013.
20. ↑  Popat, Prema; Powell, Benjamin (2007). «Bryan Caplan: The Myth of the Rational Voter (book review)». New Perspectives on Political Economy, Volume 3, Number 1. Archivado desde el original el 29 de julio de 2012. Consultado el 13 de octubre de 2013.
21. ↑  «The Myth of the Rational Voter». Cato Unbound. 5 de noviembre de 2006. Consultado el 17 de agosto de 2013.
22. ↑  «Majority Fools? Irrationality and the Limits of Democracy». Cato Unbound. noviembre de 2006. Consultado el 29 de septiembre de 2013.
23. ↑  Block, Walter. «The Myth of The Rational Voter (book review)». Journal of Libertarian Studies, Vol. 22 (2011), Page 689-718. Consultado el 29 de septiembre de 2013.
24. ↑  Lomasky, Loren (junio de 2008). «Swing and a myth: a review of Caplan’s The Myth of the Rational Voter». Archivado desde el original el 31 de julio de 2018. Consultado el 29 de septiembre de 2013.
25. 1 2  Caplan, Bryan (18 de marzo de 2010). «My Book List». Consultado el 13 de octubre de 2013.
26. ↑  «Wittman-Caplan debate». Consultado el 13 de octubre de 2013.
27. ↑  Caplan, Bryan (13 de abril de 2011). «Jason Brennan's The Ethics of Voting». EconLog. Consultado el 13 de octubre de 2013.
28. ↑  Somin, Ilya (17 de mayo de 2007). «Bryan Caplan's Myth of the Rational Voter». Consultado el 9 de julio de 2013.
29. ↑  Somin, Ilya (3 de febrero de 2013). «Transparency and Political Ignorance». Volokh Conspiracy. Consultado el 9 de julio de 2013.
30. ↑  Caplan, Bryan (9 de octubre de 2013). «A Cheap, Inoffensive Way to Make Democracy Work Better». EconLog. Consultado el 13 de octubre de 2013.

- Datos: Q16962759